# Gus Bilirakis
Gus Michael Bilirakis, né le 8 février 1963 à Gainesville (Floride), est un homme politique américain, élu républicain de Floride à la Chambre des représentants des États-Unis depuis 2007.

## Biographie
Gus Bilirakis est originaire de Gainesville en Floride. Après des études de droit à l'université de Floride et à l'université de Stetson (en), il devient avocat.
Il est élu à la Chambre des représentants de la Floride de 1998 à 2006.
Lors des élections de 2006, il est élu à la Chambre des représentants des États-Unis dans le 9e district de Floride. Avec 55,9 % des voix face à la démocrate Phyllis Busansky, il succède à son père Michael Bilirakis. Il est réélu avec 62,2 % des suffrages en 2008 et 71,4 % en 2010. Sa circonscription devient le 12e district en 2011. Gus Bilirakis est réélu avec 63,5 % des voix en 2012 et est le seul candidat dans le district en 2014.